# Rauental (Wuppertal)
Das Wuppertaler Wohnquartier Rauental ist eines von neun Quartieren im Stadtbezirk Langerfeld-Beyenburg im Tal der Wupper. Rauental ist in älterer Literatur in der Schreibweise „Rauenthal“ zu finden.

## Geographie
Das 1,07 km² große Wohnquartier wird im Westen von der Wupper und der Straße Rauentaler Berg, im Norden von den Straßen Höfen (Bundesstraße 7) und Grundstraße, im Osten von der Bahnstrecke Wuppertal-Oberbarmen–Opladen und im Südosten und Süden von der Bundesautobahn 1 begrenzt. Im Uhrzeigersinn umgeben die Wohnquartiere Oberbarmen-Schwarzbach, Jesinghauser Straße, Langerfeld-Mitte, Ehrenberg, Hammesberg und Heckinghausen das Wohnquartier Rauental.
Das Wohnquartier ist zum größten Teil bebaut. Im Norden dominieren Mehrfamilienhäuser das Stadtbild, während der Osten von der Tallage bis hinauf zur Bundesautobahn 1 überwiegend von Einfamilienhäusern bebaut wurde. Die dortige Hochhaussiedlung Schmitteborn steht aufgrund von sozialen Problemen im besonderen Fokus der Stadtentwicklung.
Der Ortsteil Öhde wird überwiegend von einem Industriegebiet eingenommen. Weitere Flächen nimmt die Bahnstrecke mit dem Betriebsbahnhof Rauenthal ein. Zu den Sehenswürdigkeiten und beliebten Fotomotiven zählt nach der Zerstörung von Haus Rauental der tiefe Einschnitt des Rauenthaler und des Langerfelder Tunnels.